# Warlord
| Оценки критиков | Оценки критиков |
| Источник        | Оценка          |
| --------------- | --------------- |
| Tiny Mix Tapes  | [ 1 ]           |
| Crack Magazine  | 5/10            |
| HipHopDX        | 3.4/5           |

Warlord (с англ. — «Военачальник») — второй студийный альбом шведского рэпера Yung Lean. Он был выпущен 25 февраля 2016 года лейблом YEAR0001. Он был записан с весны до осени 2015 года во Флориде и Стокгольме. Коллекционное издание было выпущено 28 апреля 2016 года.

## Список композиций
Слова и музыка всех песен — Yung Lean.
| №                   | Название                              | Продюсер                         | Длительность |
| ------------------- | ------------------------------------- | -------------------------------- | ------------ |
| 1.                  | «Immortal»                            | Yung Gud                         | 2:28         |
| 2.                  | «Highway Patrol» (совместно с Bladee) | Yung Sherman, Yung Gud, Майк Дин | 3:33         |
| 3.                  | «Fantasy» (совместно с Lil Flash)     | Yung Sherman, Yung Gud, Karman   | 3:09         |
| 4.                  | «Afghanistan»                         | Yung Gud, Whitearmor             | 2:47         |
| 5.                  | «Hoover»                              | Yung Gud                         | 2:39         |
| 6.                  | «Fire»                                | Whitearmor                       | 3:08         |
| 7.                  | «Stay Down»                           | Yung Sherman, Yung Gud           | 3:13         |
| 8.                  | «Eye Contact»                         | Whitearmor                       | 3:41         |
| 9.                  | «More Stacks»                         | Yung Sherman, Yung Gud, Майк Дин | 3:23         |
| 10.                 | «AF1s» (совместно с Ecco2k)           | Yung Sherman, Yung Gud           | 3:41         |
| 11.                 | «Hocus Pocus» (совместно с Bladee)    | Yung Sherman, Yung Gud           | 3:31         |
| 12.                 | «Shawty U Know What It Do»            | Yung Sherman, Whitearmor         | 2:11         |
| 13.                 | «Miami Ultras»                        | Yung Sherman, Yung Gud           | 4:24         |
| Общая длительность: | Общая длительность:                   | Общая длительность:              | 41:42        |

| №                   | Название                                           | Продюсер            | Длительность |
| ------------------- | -------------------------------------------------- | ------------------- | ------------ |
| 1.                  | «Sippin» (совместно с ManeMane4cgg)                | Acea, Woesum        | 4:10         |
| 2.                  | «God Only Knows»                                   | Acea, Woesum        | 3:34         |
| 3.                  | «How U Like Me Now?» (совместно с ThaiBoy Digital) | Yung Gud            | 3:53         |
| 4.                  | «Pearl Fountain» (совместно с Black Kray, Bladee)  | Yung Sherman, Acea  | 3:14         |
| 5.                  | «Stars Align»                                      | Yung Sherman        | 4:23         |
| 6.                  | «Shine»                                            | Acea, Woesum        | 4:51         |
| Общая длительность: | Общая длительность:                                | Общая длительность: | 65:47        |